# Tethys-óceán
A Tethys-óceán két kontinens, Gondwana és Laurázsia között helyezkedett el a mezozoikum idején, az Indiai-óceán megjelenése előtt. E geológiai képződményből mára csak a Földközi-tenger medencéje, áttételesen pedig a Fekete-tenger és a Kaszpi-tenger medre maradt fenn.
Neve Téthüsz (Τηθύς. ejtése: tɛtʏs) (latinul Tethys) görög istennő nevéből származik.

## Régi elmélet
1893-ban az Alpokból és Afrikából származó fosszíliák alapján Eduard Suess felvetette azt az elméletet, ami szerint egyszer egy belső tenger volt Laurázsia és a Gondwana II-t alkotó kontinensek között. Ekkortájt a Föld e két kontinense egyetlen szuperkontinensként létezett, melynek neve Gondwana III vagy Pangea. Suess a görög mitológia tengeristennőjére Tethyszre utalva megalkotta a „Tethys-tenger” nevet. Mikor az 1960-as években megalapozták a lemeztektonika elméletét, nyilvánvalóvá vált, hogy Suess tengere valójában egy óceán volt. A lemeztektonika bizonyítékkal szolgált arra a mechanizmusra is, amely a korábbi óceán eltűnéséért felelős. A lemeztektonika elmélete szerint az óceáni kéreg a kontinentális kéreg alá bukhat.

## Története

### Prototethys
A Tethysnek nevezett képződmény közvetlen elődjének a késő kambriumi Iapetus-óceán tekinthető, amelynek medencéje Rodinia felszakadozása után keletkezett. A Tethys mindig tágabb értelemben vett beltenger volt. Legnyitottabb idejében (a jura időszakban) egyenlő oldalú háromszöghöz hasonlított, melynek két oldala a partvidék, a harmadik a Panthalassza. Konkrétan Tethys-tengernek csak a karbontól nevezhető, amikor öblének lezárása nyugativá vált. Így is majdnem 400 millió éves történetű, geológiailag igen fontos képződmény. Néha már a (416 millió évvel ezelőtt kezdődött) devon időszaktól Tethysként említik, mert ekkor még mindkét végén szabad kijárású tenger volt, nem öböl, de üledékgyűjtői már egy rendszert képeztek.
Kialakulásának kezdete az ordovícium elejére tehető, nagyjából 490 millió évvel ezelőttre, amikor a mai Afrika és Dél-Amerika alkotta déli partjait, Észak-Amerika, Európa és Ázsia az északit, öböllé pedig a keleti lezárás, Ausztrália, Antarktisz és a Dekkán-pajzs tették. Ekkor Prototethys a neve.
Az alsó ordovíciumban a Gondwana egységes, és a Föld déli féltekéjének nagy részét elfoglalta. Tömegének középpontja közelít a déli pólushoz. A félrevezetően északinak nevezett szárazulatok az egyenlítőtől alig északra húzódtak végig a Gondwana Ausztrália felőli végétől kezdve, négy ismert nagyobb darabban: Észak-Atlanti szárazföld (a mai Észak-Amerika), Fennoszarmácia (nagyjából Észak-Európa), Angara-föld (a Szibériai-pajzs mai északi része) és Mongol-pajzs (a Szibériai-pajzs mai mongóliai része). Ez utóbbi kettő a tengerszint-változásokkal hol két, hol egy szárazföldként létezett. A kontinens-táblák között egy még nem egységes szerkezetű, és gyakran változó partvonalú, óceáni méretű víztömeg helyezkedett el. Kiterjedése a szubarktikus régióktól az egyenlítőig húzódott észak-déli irányban, a kelet-nyugatiban pedig nagyjából a földkerület kétharmadát. Tagolt partjai ideális élőhelyet biztosítottak a zátonyépítő koralloknak, egészen a legdélebbi vidékekig, amiből egyenletes meleg vizére következtethetünk.
Földtanilag epikontinentális és geoszinklinális tengert különböztetünk meg. Az előbbi gyakorlatilag a selfterület, vagyis a kontinensek sekélytengeri, partközeli részei, míg az utóbbi a mélyebb tengeri övezet egészen a batiális és hadális övezetekig. A geoszinklinális mindig jelentős üledékgyűjtő medence is. A Prototethys változatos eloszlásban tartalmazta ezeket.
Már az ordovícium végén megkezdődik az északi kontinensek torlódása, ennek első jele az Appalache-hegység felgyűrődése, valamint az ausztráliai, új-zélandi és dél-amerikai diabáz lávaárak. (Ezek között terült el az Antarktisz, így ott is joggal feltehető.) Az alsó szilurban a Prototethys kelet és észak felől gyakorlatilag bezárult, így létrejött az első ismert óceán-méretű beltenger. Létrejött az egységes Észak-Atlanti szárazulat, melyet a Kaledóniai geoszinklinálisból kiemelkedő Kaledóniai-hegység tagolt. A hegységképződést erős szubdukciós vulkanizmus kísérte, melynek andezit, riolit, porfir és diabázlelőhelyek a tanúbizonyságai.
A kora devon korra Észak-Amerika és Európa összeolvadt, kissé messzebb került a Szibéria-i pajzstól. Ez utóbbi északabbra úszott, amivel a Prototethys keleten is megnyílt a Világóceán felé. A devon során az Észak-Amerika-Európa kontinens folyamatosan közeledett a mai Afrika északi és Dél-Amerika északkeleti szegélyéhez, melynek hatására megindult a herciniai orogén ciklus első fázisa, a breton hegységképződés, amely a Varisztidákat kiemelte a Rajna-Csehország vonalban. Bár már megindult az új hegységképződési ciklus, a vulkanizmus helyenként még mindig a kaledóniai mozgásokhoz kapcsolódó posztorogén jellegű, bázisos lávaárakkal.

### A Tethys
A Tethys-óceán fejlődése három nagyobb szakaszra osztható. A szakaszok tektonikus változásoknak felelnek meg. Az első szakasz a Tethys kialakulása és felnyílása. Ezt kísérte a Hun mikrolemez vándorlása, majd Kimmériáé, amelynek következtében új óceáni aljzat jött létre. A Tethys tehát földrajzi pozíciójában nem változott, de mégis geológiailag két különböző óceánról lehet beszélni.
Végül a Pangea feldarabolódása után az egymástól időlegesen eltávolodó Afrika és Európa, valamint az Ázsiának ütköző Dekkán-pajzs zárta be a Tethys medencéjét. Ekkor a Tethys utódai alakultak ki.

#### Paleotethys

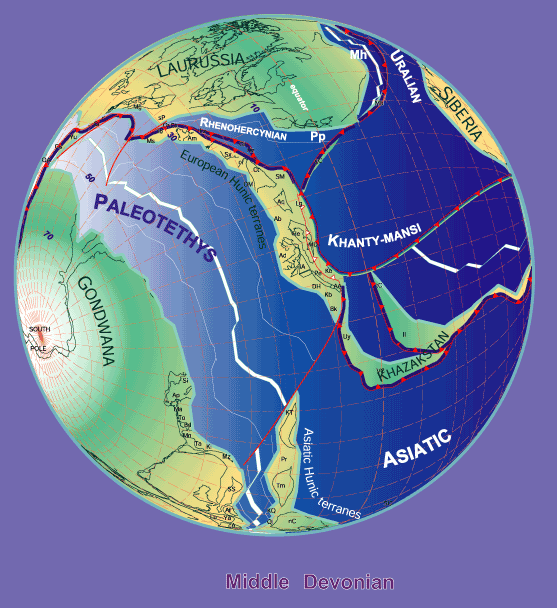
A Föld 380 millió éve. Az észak felé sodródó Hun kontinens mögött nyílt fel a Paleotethys

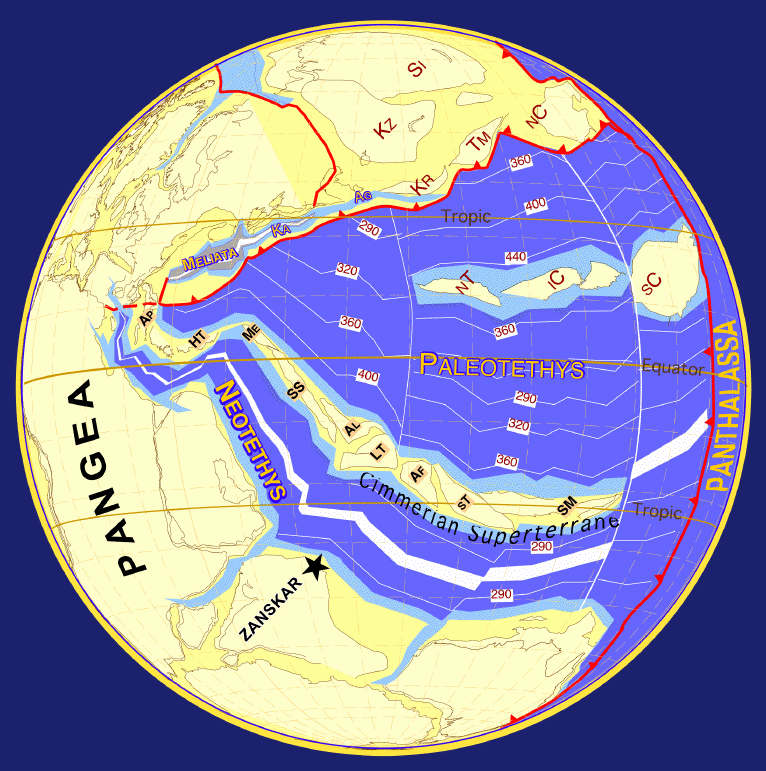
A Föld 250 millió éve, a Tethys közepén Kimmériával. Az északi medence a Paleotethys, a déli a Neotethys

A devonban már Tethys-geoszinklinálisnak nevezzük a dél-európai kifejlődési területet. A felső karbonra (300 millió éve) a dél-európai geoszinklinális bezárul, Dél-Amerika és Nyugat-Afrika állja útját a kontinens déli irányú mozgásának, ehelyett viszont felnyílik Kis-Ázsia, Irán, Afganisztán, Kína és Ausztrália területein. Ekkorra a Tethys irdatlan méretű óceánná vált, amely keleten húszezer kilométeres szakaszon érintkezett a Panthalasszával.
Ebben az óceánban mintegy 380 millió éve óriási, kelet–nyugati irányú hasadékvölgy nyílt fel, amely a Hun kontinenst észak felé tolta. A földcsík déli felén kinyíló új óceáni medencét nevezzük Paleotethysnek.
250 millió évvel ezelőtt, a triász időszak során egy új óceán kezdett kialakulni a Paleotethys déli végénél. Egy hasadék jött létre Dél-Pangaea (Gondwana) északi kontinentális párkánya mentén. A következő 60 millió évben ez a párkányrész, az úgynevezett Kimméria észak felé vándorolt, Észak-Pangaea (Laurázsia) keleti vége alá tolva a Paleotethys-óceán aljzatát. A Hun mikrokontinens és Laurázsia ütközésének következtében kialakuló szubdukciós zóna zárta be és nyelte el a Paleotethys aljzatát.

#### Neotethys
A Tethys-óceán új medencéje Kimméria és Gondwana között alakult ki. Ezt a törésvonalat Neotethysnek nevezik. A Neotethys és a Pennini-medence összenyílásával jött létre a Földközi-tenger.
A jura időszak során (150 millió évvel ezelőtt) Kimméria összeütközött Laurázsiával. Ahol megállt, a mögötte levő óceáni aljzat alábukott, kialakítva a Tethys-árkot. Az óceáni aljzat lesüllyedt, és a Tethys nyugati része sekély vízfelületként elborította Európa jelentős részét. Ekkoriban Laurázsia és Gondwana elkezdett kettéválni, a két földrész között pedig kialakult a Pennini-tenger. A penninikumot és a Tethys-óceánt az Adria-tüske választotta el egymástól, amelynek keleti felén már ott voltak azok a lemezdarabok, amelyek ma Magyarország aljzatát alkotják. A jura és a kréta időszakok között Gondwana elkezdett széttöredezni, a Tethys-tengeren keresztül északra tolva Afrikát és Indiát, illetve létrehozva az Indiai-óceánt. Ahogy ezek a földrészek minden oldalról benyomódtak és egy, egészen a késő miocén korig (15 millió évvel ezelőttig) tartó emelkedésbe kezdtek, a Tethys-óceán folyamatosan összehúzódott, és kialakult a Tethys Víziút, avagy a (második) Tethys-tenger.
Napjainkban India, Indonézia és az Indiai-óceán fedi le az egykori Tethys-óceán területét, míg Kimméria helyén Törökország, Irak és Tibet helyezkedik el. Ahol valamikor a Tethys-tenger volt, ma a Földközi-tenger, a Fekete-tenger, a Kaszpi-tenger és az Aral-tó található. Ez utóbbi részek területét Paratethysként ismerjük, amelynek lefűződésével és fokozatos feltöltődésével önálló tengerrészek jöttek létre, köztük a Pannon-tenger.
A Paleotethys aljzata eltűnt Kimméria és Laurázsia alatt. Suess és más geológusok óceáni élőlények fosszíliáit találták meg a Himaláján, ami azt jelzi, hogy a sziklák még a víz alatt voltak, mielőtt az indiai kontinentális párkány a Kimmériának való nekinyomódás miatt elkezdett felfelé tolódni. Hasonló geológiai bizonyítékok fedezhetők fel az európai alpi orogén ciklusnál, ahol az afrikai lemez felemelte az Alpokat.
Az őslénykutatók számára is fontos a Tethys-óceán, mert a világ tengerpartjai közül több is a határai körül helyezkedett el, meglehetősen hosszú időn át. E partok tengeri, mocsári és tölcsértorkolati fosszíliái őslénytani szemszögből igazán figyelemre méltóak.

#### Paratethys
A Paratethys a lefűződő tengerrészeken, az óceáni medence feltöltődésével és megemelkedéseivel létrejövő beltenger. Mai relkitumtavai a Kaszpi-tenger és az Aral-tó.

#### Pannon-tenger
A Pannon-tenger a Paratethys maradványa, amely a legújabb korokban teljesen feltöltődött, amivel létrejött a Kárpát-medence síksági része.

## Terminológia és felosztás
Más tudományokhoz hasonlóan a geológia is az elméletek és a különböző őskori formációk leírására használt, az elméletekkel együtt változó szakkifejezések folyamatosan fejlődő rendszere. Például számos online forrás „Tethys-óceán” néven hivatkozik a „Tethys-tengerre” és fordítva. Szintén hibás „Tethys-tengerként” utalni a jura időszakban növekvő Atlanti-óceánra.
A Tethys-óceán nyugati részét Tethys-tengernek, Nyugat-Tethys-óceánnak vagy Alpesi Tethys-óceánnak nevezik. A (Paleo-Tethys-óceán maradványa – a Paratethys-en keresztül – Fekete-tenger, a Kaszpi-tó és az Aral-tó. Azonban e „Nyugat-Tethys” nem csak egy egyszerű nyílt óceán volt. Számos apró lemezt, kréta időszaki szigetívet és mikrokontinenst fedett le, így a magyarországi aljzat darabjait, a Pelso-blokkot,, Tisiát, az ausztroalpi egységeket. Az Alboran-lemezen, az Ibériai-lemezen és az Apuliai-lemezen levő terrénumok sok kis óceáni vízgyűjtőt (a Valais-óceánt, a Pennini-óceánt és a Mellétei-óceánt) elválasztott egymástól. A mezozoikum magas tengerszintje mellett ezek a kontinentális tartományok sekély tengereket alkottak.
Az oligocén korban Közép- és Kelet-Európát a Tethys-óceán északi ága, az úgynevezett Paratethys borította. Az Alpesi orogenezis során a Paratethyst elválasztotta a Tethystől az Alpok, a Kárpátok, a Dinári-hegység, valamint a Toros- és az Alborz-hegység. A késő miocén korban a Paratethys fokozatosan visszahúzódott, és beltengerré vált.
Ehhez hasonlóan a Tethys-óceán keleti részét néha Kelet-Tethysnek nevezik.
Az elméletek fejlődésével a tudósok kibővítették a „Tethys” fogalmát, hogy a név a korábbi hasonló óceánokra is vonatkozzon. A fentebb említett Paleotethys-óceán már a szilur időszakban (440 millió évvel ezelőtt) is létezett, és fennmaradt a jura idején a Hun mikrokontinens és a Gondwana (későbbi Kimméria) között. Ezt megelőzően az ediakara és a devon időszakok között (600–360 millió éve) északon a Baltikum és Laurentia, valamint a délen fekvő Gondwana között a Prototethys-óceán helyezkedett el. A Tethys-óceánok nem tévesztendők össze a szilur idején létezett Rheic-óceánnal, amely nyugatabbra volt.

## Fordítás
- Ez a szócikk részben vagy egészben  a   Tethys Ocean című angol Wikipédia-szócikk ezen változatának fordításán alapul.  Az eredeti cikk szerkesztőit annak laptörténete sorolja fel. Ez a jelzés csupán a megfogalmazás eredetét és a szerzői jogokat jelzi, nem szolgál a cikkben szereplő információk forrásmegjelöléseként.